# Robert Brettes
Pour les articles homonymes, voir Brettes.
Robert Brettes, né le 25 juillet 1902 à Paris 6e et mort le 13 septembre 1974 à Mérignac, est un résistant et homme politique socialiste français.

## Biographie
Robert Brettes est le fils d'Augustine Brettes d'origine landaise et d'un père inconnu. Il suit une instruction primaire. Il fait son service militaire au 144e régiment d'infanterie à Bordeaux. il est employé dans l'entreprise d'horticulture fondée en 1891 à Caudéran par son oncle Daniel Balland. Les établissements horticoles Balland s'installent à Mérignac en 1925. Robert Brettes hérite en 1935 de l'exploitation. Il se marie en 1922, à Caudéran, avec Cécilienne Sarrade, sans profession, avec laquelle il a deux enfants : Marcelle (1922-1973) et Daniel (1923-1969). Étant très occupé par son mandat de maire (1944-1974), Robert Brettes confie la gestion de l'exploitation dans les années 1950 à son fils Daniel, qui à sa mort en 1969, sera remplacé par ses deux fils Jean-Louis et Robert.
Robert Brettes adhère à la Section française de l'Internationale ouvrière (SFIO) en 1934, au lendemain de la scission avec les néo-socialistes au 30e congrès de la SFIO de 1933. Il exerce la fonction de secrétaire de la section SFIO de Mérignac en 1936. Il commence sa carrière politique en 1937 en étant élu conseiller d'arrondissement de Mérignac-Pessac.
Durant l'Occupation il fait de la Résistance et fait partie du Comité secret d'action socialiste créé à l'été 1940 au domicile de Fernand Audeguil. Ce comité comprenait une dizaine de personnes dont Gabriel Delaunay, André Meunier et Georges Bonnac. Cette organisation fonde le mouvement Libération-Nord dans le Sud-Ouest. Robert Brettes est arrêté deux fois en 1941 et 1944.
En août 1944, il est membre, au titre du groupe « Résistance rurale », du Comité départemental de Libération de la Gironde présidé par René Caillier. Sur l'ordre du commissaire de la République Gaston Cusin d'occuper tous les édifices publics de la banlieue de Bordeaux, Mérignac fut probablement attribué à Robert Brettes. Lors de la « libération » de Mérignac, le lieutenant FFI Brettes, dit « Santerre », « vire » de son fauteuil de maire Benjamin Saufrignon, élu depuis 1927 et maintenu par le régime de Vichy. Il est désigné par Gaston Cusin pour administrer la ville jusqu'aux élections municipales de mai 1945, date à laquelle il est élu. Aux élections municipales de 1947, il est réélu, contrairement à d'autres maires socialistes élus à la Libération, comme par exemple Fernand Audeguil à Bordeaux, Roger Cohé à Pessac ou Georges Lasserre à Talence. Il conservera son siège de maire jusqu'à sa mort en 1974.
À la Libération, en plus de sa fonction de maire de Mérignac il obtient des mandats départemental et national : il est élu Conseiller général de la Gironde sur le canton de Pessac (1945-1951), puis après une interruption de six ans, sur le nouveau canton de Mérignac (1957-1974) ; à l'échelle nationale il est d'abord élu Conseiller de la République (1946-1958) puis Sénateur jusqu'en 1959, mais est battu au début de la Ve République par Raymond Brun.
Il retrouve un siège de parlementaire en 1962, cette fois à l'Assemblée nationale, et jusqu'en 1973, date à laquelle il passera la main à son suppléant Michel Sainte-Marie. Détestant voyager, il n'allait que très peu à Paris, exerçant un mandat parlementaire « par correspondance ».
Robert Brettes représente un ancrage socialiste fort sur la rive gauche, avec son pendant sur la rive droite en la personne de René Cassagne, député-maire de Cenon. Les deux hommes ne s'aimaient pas beaucoup. René Cassagne, auto-proclamé « socialiste authentique » de quartiers populaires et ouvriers, reprochait à Brettes de représenter un « socialisme bourgeois », celui-ci faisant figure de notable placide fumant de gros cigares, peu intéressé par le combat politique hors des limites de la ville de Mérignac et affublé par ses rivaux socialistes du sobriquet de « Roi fainéant ».
Il a reçu la médaille de la Résistance française.

## Mandats
- Maire de Mérignac (Gironde) du 1er septembre 1944 à 1974
- Conseiller général de la Gironde du canton de Pessac (1945-1951) puis du canton de Mérignac (1957-1974)
- Conseiller de la République, puis sénateur de la Gironde du 8 décembre 1946 au 26 avril 1959
- Député de la 6e circonscription de la Gironde du 6 décembre 1962 au 1er avril 1973